# Gödöllő

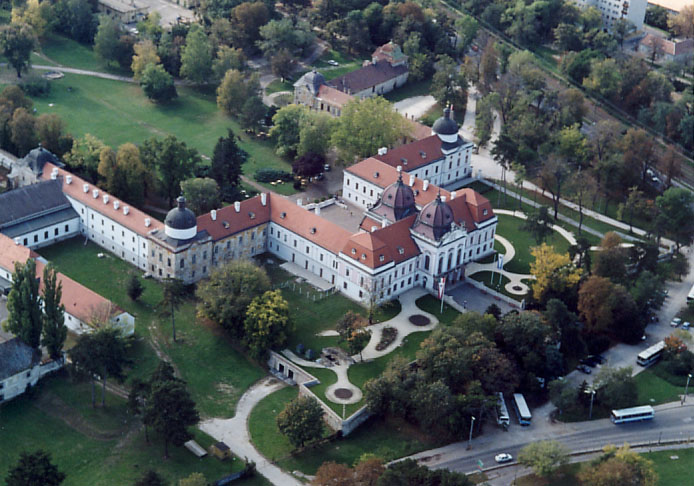
Vista aérea do Palácio de Gödöllő, o principal monumento de Gödöllő.

Gödöllő é uma cidade da Hungria situada no Condado de Peste, a cerca de 30 km. dos arredores de Budapeste. Conta com cerca de 31.000 habitantes de acordo com os census de 2001.
O seu monumento mais famoso é o Palácio de Gödöllő, um magnífico palácio barroco construído no século XVIII para a aristocrática família Grassalkovich, que serviu mais tarde de residência de Verão aos soberanos da Casa de Habsburgo.

## Cidades gémeas
- Aichach - Alemanha